# Tour de l'Abitibi
El Tour de l'Abitibi és una competició ciclista per etapes de categoria júnior, que es disputa per l'Abitibi-Témiscamingue, al Quebec i forma part de la Copa de les Nacions UCI júnior. Entre el 2000 i 2007, ja havia format part de la Copa del Món UCI júnior. El 2008, pel 40è aniversari, es va crear paral·lelament un cursa anomenada Copa de les Nacions Abitibi, que va entrar al calendari de la Copa de les Nacions UCI júnior. L'any següent les dues curses es va unir sota el nom de Tour de l'Abitibi-Copa de les Nacions.

## Palmarès parcial
| Any                                   | Vencedor                | Segon                |                        |
| ------------------------------------- | ----------------------- | -------------------- | ---------------------- |
| Tour de l'Abitibi                     |                         |                      |                        |
| 1969                                  | Gérard Rocheleau        | Robert Van Den Eynde | Serge Proulx           |
| 1980                                  | Alex Stieda             |                      |                        |
| 1981                                  | Bruno Wojtinek          | Franck Pineau        |                        |
| 1985                                  | André van Wijngaarden   | Chris Koberstein     | Nathael Sagard         |
| 1986                                  | Michel Zanoli           | Laurent Jalabert     | Richard Luppes         |
| 1987                                  | Frank McCormack         | Darren Baker         | Jean-Cyril Robin       |
| 1988                                  | Bobby Julich            |                      |                        |
| 1989                                  | Bobby Julich            |                      |                        |
| 1991                                  | Gorazd Stangelj         |                      |                        |
| 1992                                  | Roland Green            |                      |                        |
| 1993                                  | Sean McDonald           |                      |                        |
| 1994                                  | Guillaume Belzile       |                      | Alexei Kuznetsov       |
| 1995                                  | Neil Grover             | Denis Menchov        | Sven Claussmeyer       |
| 1996                                  | David Rolandez          |                      |                        |
| 1997                                  | Joshua Thornton         |                      |                        |
| 1998                                  | William Frischkorn      |                      |                        |
| 1999                                  | Brad Buccamboso         |                      |                        |
| 2000                                  | Piotr Mazur             | Koen de Kort         | Wesley Cole            |
| 2001                                  | Jukka Vastaranta        | Niels Scheuneman     | Norbert Poels          |
| 2002                                  | Tyler Farrar            | Oliver Stiller-Crote | Craig Wilcox           |
| 2003                                  | Kai Reus                | Matthew Crane        | Steven Cozza           |
| 2004                                  | Christopher Stockburger | Zachary Bolian       | Michael Vanderaerden   |
| 2005                                  | David Veilleux          |                      |                        |
| 2006                                  | Mark Hinnen             | William Goodfellow   | Guillaume Boivin       |
| 2007                                  | Taylor Phinney          | Tom David            | Guillaume Blais-Dufour |
| 2008                                  | Arnaud Jouffroy         | Charlie Avis         | David Boily            |
| Copa de les Nacions Abitibi           |                         |                      |                        |
| 2008                                  | Nathan Brown            |                      |                        |
| Tour de l'Abitibi-Copa de les Nacions |                         |                      |                        |
| 2009                                  | Andrew Barker           | Charlie Avis         | Taylor Gunman          |
| 2010                                  | Lachlan Morton          | Eamon Lucas          | Zack Noonan            |
| 2011                                  | James Oram              | Dion Smith           | Colby Wait-Molyneux    |
| 2012                                  | Taylor Eisenhart        | Alexey Vermeulen     | Geoffrey Curran        |
| 2013                                  | Brendan Rhim            | Owen Gillott         | Olivier Brisebois      |
| 2014                                  | Rayane Bouhanni         | Zeke Mostov          | Mathias Norsgaard      |
| 2015                                  | Adrien Costa            | Brandon McNulty      | Théo Menant            |
| 2016                                  | Brandon McNulty         | Mikkel Bjerg         | Kevin Goguen           |
| 2017                                  | Riley Sheehan           | Fernando Islas       | Richard Holec          |